# 一口菜饼子
《一口菜饼子》，是中国大陆第一部电视剧:90，由中央广播剧团副团长陈庚编剧，胡旭、梅邨执导，是由《新观察》杂志上的同名小说改编。该电视剧讲述一个母亲为救女儿将仅有的一口菜饼子给了女儿，最后死在饥寒交迫之中。该电视剧是以演员现场表演的方式进行播放，并没有留下任何影像资料。